# Grondona
Grondona (Grondonn-a in Ligurian) là một đô thị ở tỉnh Alessandria trong vùng Piedmont của Italia, có vị trí cách khoảng 110 km về phía đông nam của Torino và khoảng 35 km về phía đông nam của Alessandria. Tại thời điểm ngày 31 tháng 12 năm 2004, đô thị này có dân số 548 người và diện tích là 25,7 km².
Đô thị Grondona có các frazione (subdivision) Variana.
Grondona giáp các đô thị: Arquata Scrivia, Borghetto di Borbera, Isola del Cantone, Roccaforte Ligure, và Vignole Borbera.